# Alte Eisenbahn

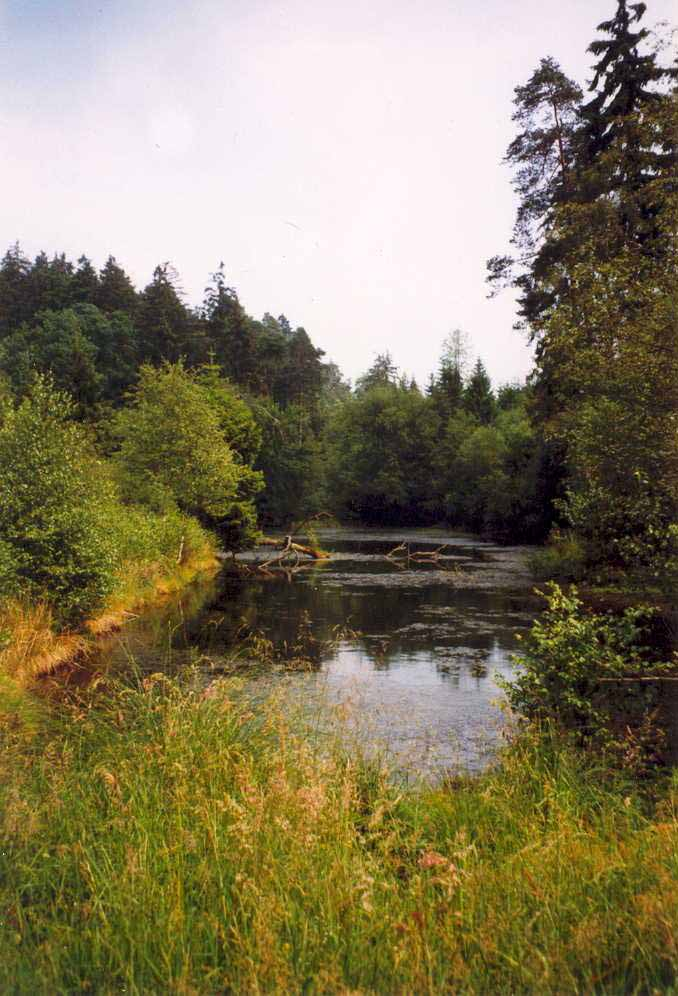
Westeinschnitt der Alten Eisenbahn im Stadtgebiet von Lichtenau

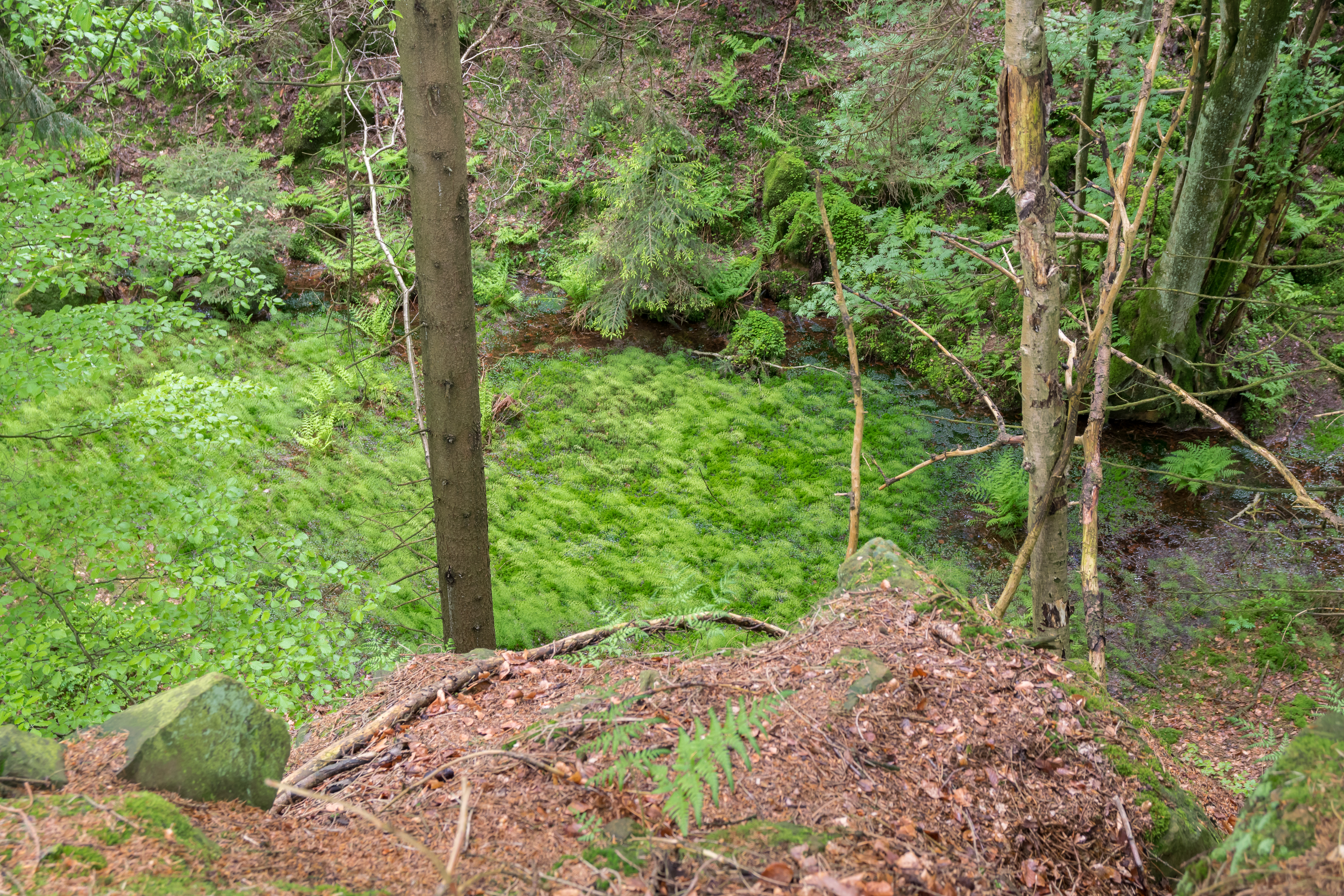
Osteinschnitt der Alten Eisenbahn im Stadtgebiet von Willebadessen

Alte Eisenbahn ist der Name eines Bodendenkmales (aufgegebene Eisenbahntunnelbaustelle von 1847) im Eggegebirge im Grenzgebiet der Städte Lichtenau und Willebadessen in den Kreisen Paderborn und Höxter in Nordrhein-Westfalen (Deutschland). Das gesamte Gelände steht unter Landschafts- und unter Denkmalschutz.

## Geographische Lage
Das Bodendenkmal liegt im Südteil des Eggegebirges etwa auf halber Strecke zwischen Willebadessen im Nordosten und Kleinenberg im Süden an der Landesstraße 763. Es befindet sich im Wald zwischen 335 (Ostportal; ⊙) und 345 m ü. NHN (Westportal; ⊙). Der Eisenbahntunnel (⊙) wäre knapp 600 m (genau: 533,5 m) lang geworden und hätte die dort bis etwa 365 m hohe Landschaft des Eggegebirges durchdrungen.
Direkt am Bodendenkmal führt der Wilderer-Wanderweg (19 km langer Rundwanderweg) vorbei, der Einblicke von oben auf beide Einschnitte bietet. Der in der Nähe verlaufende Eggeweg (70 km langer Wanderweg auf dem Hauptkamm des Eggegebirges) ermöglicht den Blick auf den Osteinschnitt. Beide Wege kreuzen die L 763. Durch den westlichen Tunneleinschnitt fließt ein Zufluss der Sauer und durch den östlichen der Rickebach (auch Hellebach genannt), ein Nethe-Zufluss.
Rund 1 km westsüdwestlich des Bodendenkmals befinden sich in Richtung Lichtenau bei Schönthal drei an der Sauer gelegene Fischteiche und etwa 1 km südöstlich liegt östlich des Rickebachs die mittelalterliche Wehranlage Karlsschanze.

## Name und Beschreibung
Der Name Alte Eisenbahn bezieht sich auf eine Baustelle der Köln-Minden-Thüringer Verbindungs-Eisenbahn-Gesellschaft (KMTVEG) von 1847, die nach deren Konkurs als Investitionsruine unvollendet geblieben ist. Geplant war, die spätere Bahnstrecke Hamm–Warburg ab Paderborn über Wewer und Borchen entlang der Alme (also ehemals analog zu dem Streckenverlauf der Almetalbahn mit der Streckennummer (DB) 2961) zu führen. Ab Borchen sollte die Bahntrasse entlang der Altenau über Gellinghausen, Etteln und Henglarn bis nach Atteln weiterführen. Ab Atteln sollte die Strecke entlang der Sauer über Ebbinghausen, Grundsteinheim und Iggenhausen, bis nach Lichtenau führen. Die Route sollte weiter der Sauer folgend über Sudheim, Bühlheim und Schönthal bis zum nie fertiggestellten Eisenbahntunnel führen.
Auf der Ostseite der Egge sollte die Bahn über Borlinghausen, Bonenburg und zwischen Engar und Nörde nördlich von Menne über Hohenwepel, westlich von Dössel bis nach Warburg führen (also nicht analog zu dem heutigen Streckenverlauf der Bahnstrecke Altenbeken–Warburg mit der Streckennummer (DB) 2970).  Kernstück des gesamten Bereiches war der bereits begonnene Tunnelbau, dessen Richtstollen bei der Einstellung der Bautätigkeit bereits zu einem Drittel fertiggestellt war. Der Öffentlichkeit gegenüber wurde die Beendigung des Baus mit permanenten Wassereinbrüchen begründet. Später wurde der Bau aus Sicherheitsgründen gesprengt. Beim Weiterbau der Strecke durch die Königlich-Westfälische Eisenbahn-Gesellschaft wurde eine andere Linienführung durch das Eggegebirge gewählt, welche ohne Tunnel auskam.
Sichtbar sind heute noch die abschnittsweise mit Wasser gefüllten Einschnitte beider Tunnelzufahrten von 15 bis 20 m Tiefe sowie die trichterförmigen Reste von drei Schächten in der Achse des baulich begonnenen Tunnels. Der Rohbau des Tunnels wurde später gesprengt, damit von ihm für Menschen und Tiere keine Gefahr ausgeht. In seiner Nähe befinden sich Halden aus dem Bodenaushub der Baustelle. Am östlichen Tunnelportal lässt sich ein 12 m hoher Damm noch etwa 100 m weit verfolgen.

## Naturschutz
Der Bereich der Alten Eisenbahn liegt im Naturpark Teutoburger Wald/Eggegebirge. Der östliche Einschnitt in Willebadessen gehört zum Landschaftsschutzgebiet Naturpark Eggegebirge und Teutoburger Wald (LSG 4119-003) des Kreises Höxter. Der Westeinschnitt in Lichtenau liegt im gleichnamigen Landschaftsschutzgebiet Naturpark Eggegebirge und Teutoburger Wald (LSG 4219-0002) des Kreises Paderborn und ist außerdem als geschützter Landschaftsbestandteil Geologischer Aufschluss Alte Eisenbahn (LB 2.4.25) ausgewiesen.

## Dokumentation
Ende 2016 fanden archäologische Untersuchungen in den gefluteten Einschnitten durch Taucher statt. Es handelte sich dabei um die ersten unterwasserarchäologischen Untersuchungen im Bereich der LWL-Archäologie für Westfalen. Die Tauchprospektion ergab, dass vom Tunnel wohl nur der Richtstollen angefangen wurde und der noch vorhandene Westeinschnitt kaum die Breite zum Führen von Gleisen erreicht hatte.